# 군사위원회 (핀란드)
군사위원회(핀란드어: Sotilaskomitea 소틸라스코미테아[*], 스웨덴어: Militärkommittén)는 제1차 세계 대전 당시 하미나 사관후보생 학교에서 결성된 핀란드의 독립운동 단체다. 이들은 독일군의 힘을 빌어 러시아를 핀란드에서 군사적으로 몰아내자고 했다. 1915년 2월 결성 당시 참여자는 다음과 같다.
- 기병대위 디드리크 폰 에센
- 기병대위 하랄 오케르만
- 기병대위 마우리츠 그리펜베리
- 기병대위 칼 아헨베리
- 기병대위 한네스 이그나티우스
- 대위 엘리스 훌틴
- 중위 구스타프 아돌프 실페르옐름
- 중위 게오르그 토펠리우스
- 중위 칼 린드
- 기수 에리크 잉베리

이후 1915년 초에 리하르트 베커 대령이, 1916년에 아이모 할베리 중위와 오토 홀름베리 대령이 참여했다. 1917년 12월까지는 한네스 이그나티우스 기병대위가 가장 주도적인 인물이었다. 초기 군사위원회의 활동은 딱히 특기할 만한 것이 없었지만, 1917년-1918년에는 핀란드 독립운동의 지도적 역할을 했다. 스톡홀름과 베를린에 독일의 전쟁관리위원회가 설치되었고 핀란드 원로원은 이를 통해 독일과 긴밀한 관계를 가졌다.
1917년 2월, 핀란드 친위대대의 마지막 대대장 니콜라이 멕스몬탄 대령이 군사위원회에 참여했다. 1917년 3월에는 멕스몬탄 대령과 이그나티우스 기병대위가 독일군과의 공조를 스톡홀름으로 가서 공작을 했다. 1917년 가을이 되면 부르주아 호헌파들이 군사위원회 아래로 모여들었다. 또 이때쯤 라파엘 샤우만, 브루노 얄란데르, 아돌프 폰 레하우젠 등이 참여했다.
사회민주당의 토코이 원로원이 실각하고 부르주아 세탤래 원로원이 들어서자 군사위원회는 국정에 관여하게 되었다. 군사위원회 참여자들은 아커만의 주도로 군사위원단을 형성해 독립 핀란드의 징병법을 준비했다. 당시 군사위원단 위원은 아이모 할베리, 아돌프 폰 레하우젠, 라파엘 샤우만, 구스타프 실페르옐름이었고 한네스 이그나티우스가 위원장을 맡았다.
1917년 5월에는 클라에스 샤르펜티에르 중장이 위원장으로 초빙되었다.
1918년, 원로원 군대 사령부가 설치되었고 군사위원단 위원장이 칼 구스타프 에밀 만네르헤임 중장으로 교체되었다. 만네르헤임은 군사위원단 위원장과 원로원 군대 총사령관을 동시에 겸했다.

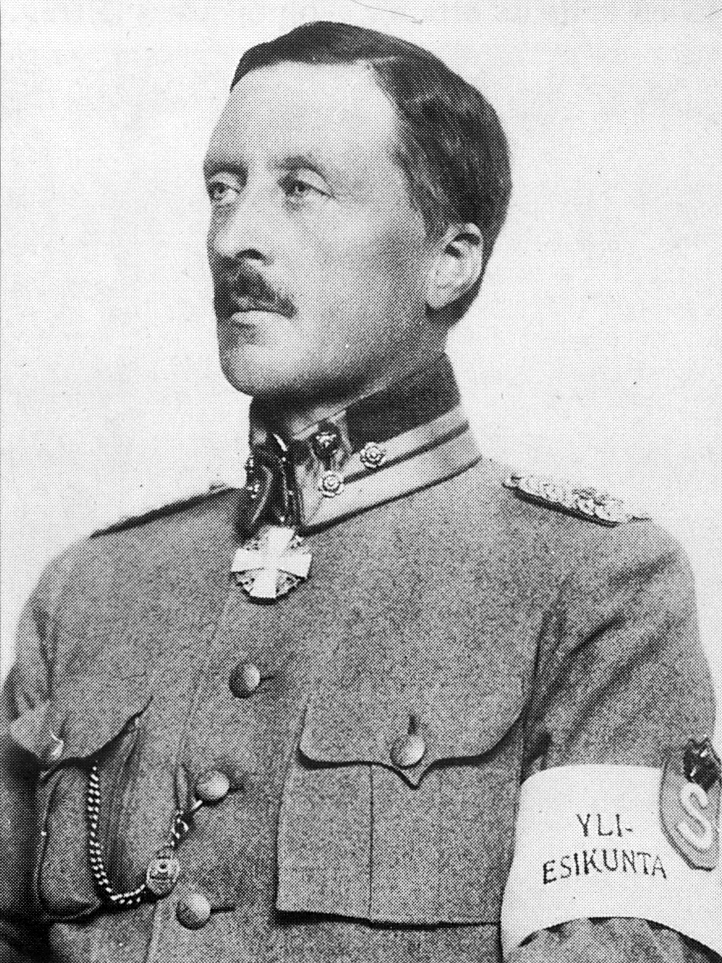
디드리크 폰 에센 기병대위
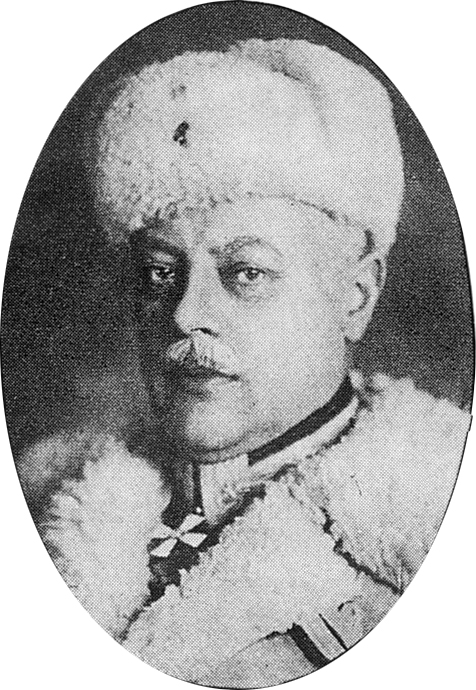
하랄 오케르만 기병대위
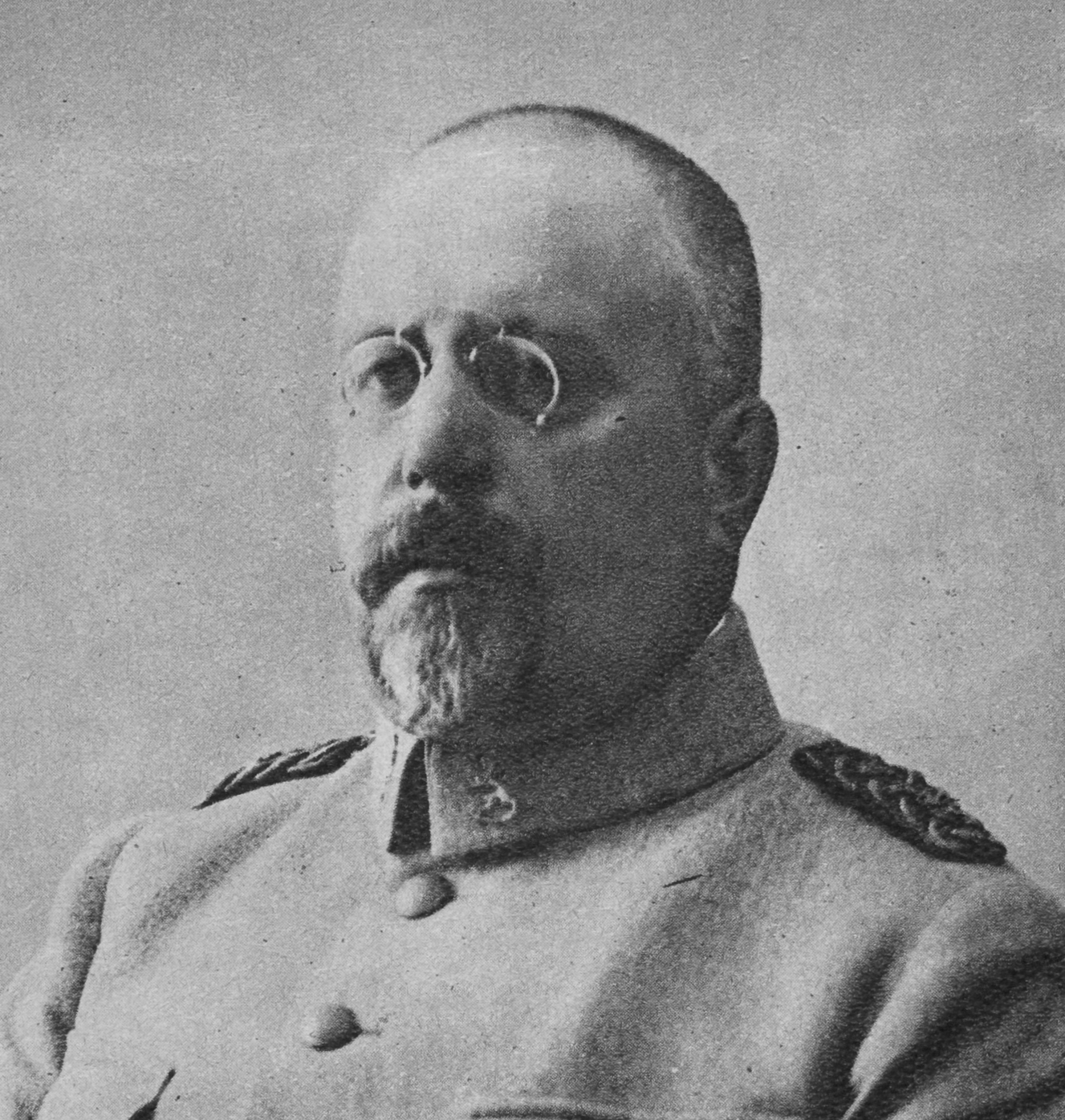
한네스 이그나티우스 기병대위
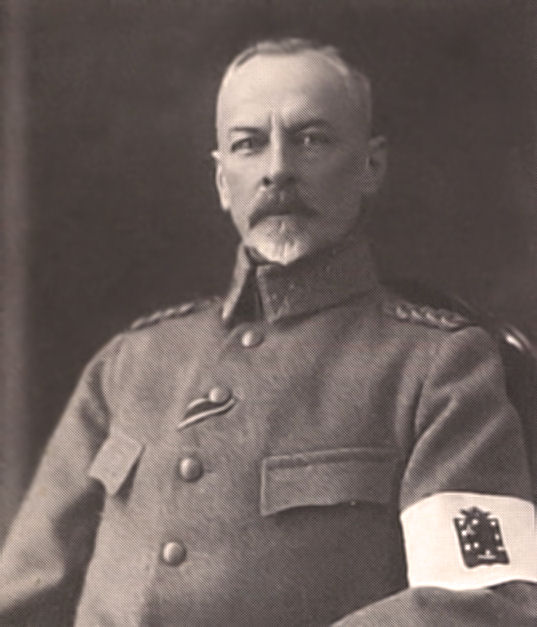
니콜라이 멕스몬탄 대령
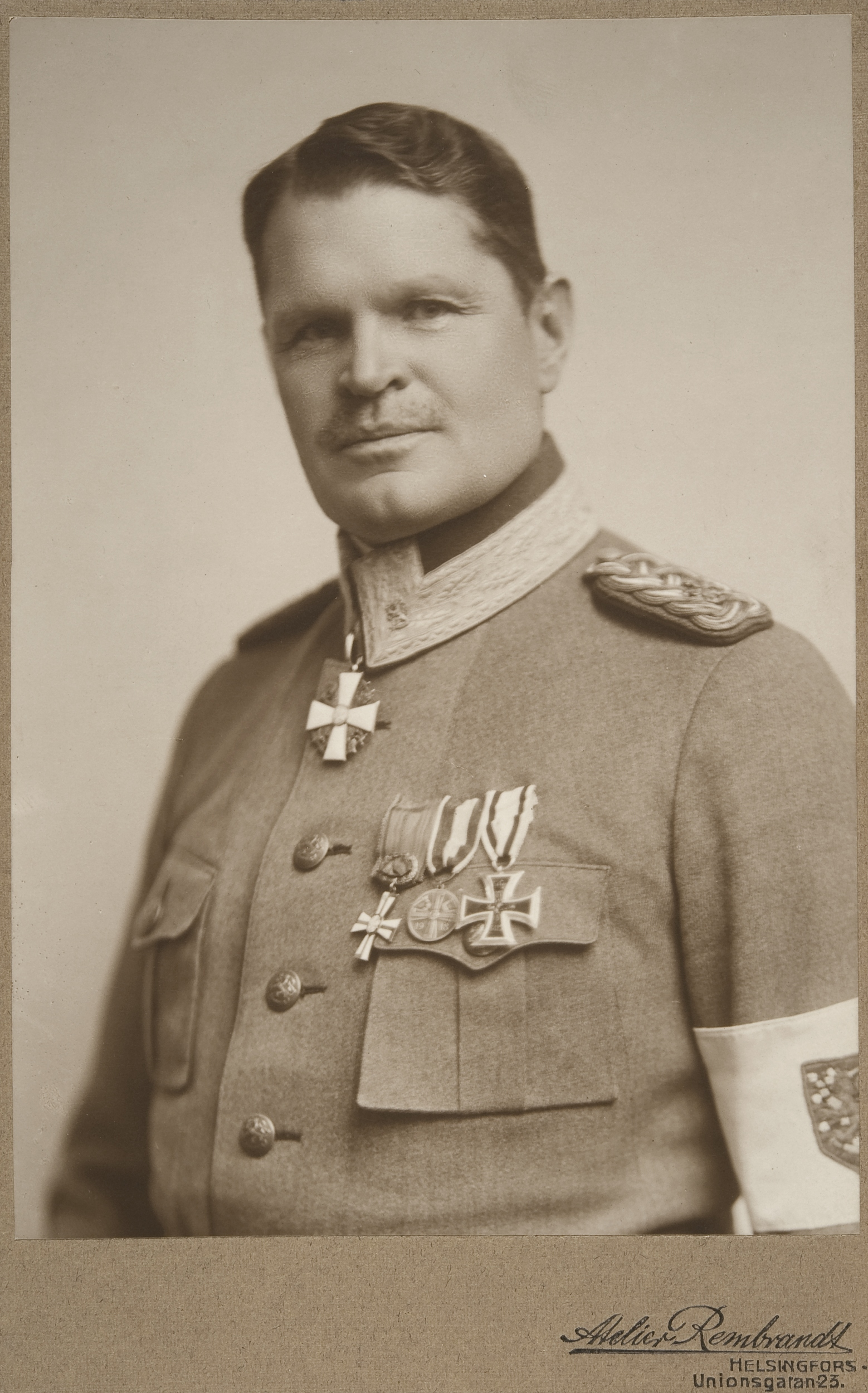
브루노 얄란데르
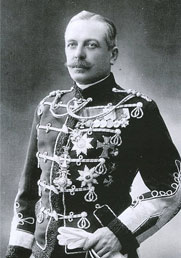
클라에스 샤르펜티에르 중장
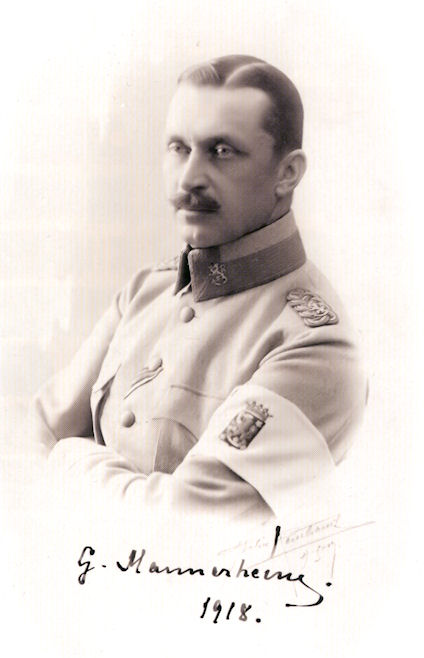
칼 구스타프 에밀 만네르헤임 중장

## 참고 자료
- Harri Korpisaari: Itsenäisen Suomen puolesta. Sotilaskomitea 1915–1918. SKS-kirjat, 2009. ISBN 978-952-222-144-5.